# Quốc ca Kabardino-Balkaria
Quốc ca Kabardino-Balkaria (tiếng Nga: Гимн Кабардино-Балкарии, Gimn Kabardino-Balkarii; Tiếng Kabardino: Къэбэрдей-Балъкъэр Республикэ и Къэрал Орэдыр; Tiếng Karachay-Balkar: Къабарты-Малкъар Республиканы Гимни) là quốc ca của Kabardino-Balkaria, được phổ nhạc bởi Khasan Kardanov vào năm 1992.

## Lời

### Tiếng Nga
| Ký tự Cyrill | Latinh hóa | Tiếng Việt |
| --- | --- | --- |
| Под ясным небом расцветая, Живешь ты, родина отцов. Наш общий дом — земля святая, Надежда, гордость и любовь. Цвети, республика родная, Сияй на долгие года. Ты, Кабардино-Балкария, — Край мира, солнца и труда. солнца и труда. Давно нам предки завещали Народам нашим в дружбе жить Судьбой своей мы доказали, Что эту дружбу не сломить. Цвети, республика родная, Сияй на долгие года. Ты, Кабардино-Балкария, — Край мира, солнца и труда. солнца и труда. Народы ты объединила, Вершина братства — твой Эльбрус. В твоем единстве — наша сила, С тобой навеки — наша Русь. Цвети, республика родная, Сияй на долгие года. Ты, Кабардино-Балкария, — Край мира, солнца и труда. солнца и труда. | Pod yasnym nebom rastsvetaya, Zhivesh' ty, rodina ottsov. Nash obshchiy dom - zemlya svyataya, Nadezhda, gordost' i lyubov'. Tsveti, respublika rodnaya, Siyay na dolgiye goda. Ty, Kabardino-Balkariya, - Kray mira, solntsa i truda. solntsa i truda. Davno nam predki zaveshchali Narodam nashim v druzhbe zhit' Sud'boy svoyey my dokazali, Chto etu druzhbu ne slomit'. Tsveti, respublika rodnaya, Siyay na dolgiye goda. Ty, Kabardino-Balkariya, - Kray mira, solntsa i truda. solntsa i truda. Narody ty ob"yedinila, Vershina bratstva - tvoy El'brus. V tvoyem yedinstve - nasha sila, S toboy naveki - nasha Rus'. Tsveti, respublika rodnaya, Siyay na dolgiye goda. Ty, Kabardino-Balkariya, - Kray mira, solntsa i truda. solntsa i truda. | Nở hoa dưới bầu trời quang đãng Người sống, quê hương của những người cha. Ngôi nhà chung của chúng ta là thánh địa Hy vọng, niềm tự hào và tình yêu. Hãy nở hoa, cộng hòa quê hương, Tỏa sáng trong nhiều năm. Người, Kabardino-Balkaria, - Tận cùng của thế giới, mặt trời và lao động. Mặt trời và lao động. Trong một thời gian dài, tổ tiên của chúng ta đã để lại cho chúng ta Nhân dân chúng ta sống trong tình bạn Chúng ta đã chứng minh số phận của mình Rằng tình bạn này không thể bị phá vỡ. Hãy nở hoa, cộng hòa quê hương, Tỏa sáng trong nhiều năm. Người, Kabardino-Balkaria, - Tận cùng của thế giới, mặt trời và lao động. Mặt trời và lao động. Các quốc gia bạn thống nhất Đỉnh cao của tình huynh đệ là Elbrus của Người. Trong sự đoàn kết của Người là sức mạnh của chúng ta Với Người mãi mãi - nước Nga của chúng ta. Hãy nở hoa, cộng hòa quê hương, Tỏa sáng trong nhiều năm. Người, Kabardino-Balkaria, - Các cạnh của thế giới, mặt trời và lao động. Mặt trời và lao động. |